# ベター・ナウ
「ベター・ナウ」（Better Now）はアメリカのラッパー、歌手であるポスト・マローンのセカンド・スタジオ・アルバム『Beerbongs & Bentleys』（2018）に収録された楽曲。ポスト・マローン、ビリー・ウォルシュ、ルイス・ベル、フランク・デュークスによって書かれ、プロデュースはベルとデュークスの2人が担当した。楽曲は、アルバムの5枚目にして最後のシングルとして、2018年5月25日にUK・コンテンポラリーヒットラジオに、6月5日にUSコンテンポラリーヒットラジオにリリースされた。アメリカ、イギリス、オーストラリア、アイルランド、ニュージーランドの音楽チャートでトップ10入りした。楽曲は第61回グラミー賞で最優秀ポップ・ソロ・パフォーマンスにノミネートされた。

## チャート成績
「ベター・ナウ」はノルウェーで1位、アメリカで7位、イギリスで6位と各国でトップ10入りを果たし、イギリスでは3度目のトップ10入りを果たした。オーストラリアでは5度目のトップ10入りを果たし、最高位は2位。アメリカでは3位を記録した（ジュース・ワールドの「ルーシッド・ドリームス」やマルーン5とカーディ・Bの「ガールズ・ライク・ユー」に阻まれた）。
テイラー・スウィフトはマローンに対し、「この曲はいいと思う。特にフックがいいと思う」と述べている。

## ミュージック・ビデオ
公式ミュージックビデオは2018年10月5日に初公開された。